# Зинченко, Никифор Николаевич
Никифор Николаевич Зинченко (10 марта 1911, Чернецкий, Харьковская губерния — 22 января 1979, Печенеги, Харьковская область) — сержант Рабоче-крестьянской Красной армии, участник Великой Отечественной войны, Герой Советского Союза (1946).

## Биография
Никифор Зинченко родился 10 марта 1911 года на хуторе Чернецкий Печенежской волости Волчанского уезда Харьковской губернии (впоследствии село Комсомольское на территории Чугуевского района Харьковской области Украинской ССР, ныне затопленное Печенежским водохранилищем). В августе 1941 года Зинченко был призван на службу в Рабоче-крестьянскую Красную армию. С сентября того же года — на фронтах Великой Отечественной войны. Принимал участие в боях на Южном, 4-м, 1-м и 2-м Украинском фронтах, два раза был ранен. К 1945 году сержант Никифор Зинченко был наводчиком орудия 262-го отдельного истребительно-противотанкового дивизиона 151-й стрелковой дивизии 30-го стрелкового корпуса 7-й гвардейской армии 2-го Украинского фронта. Отличился во время боёв на подступах к Будапешту.
Расчёт Зинченко действовал в боевых порядках пехоты. Действия наводчика Зинченко способствовали успешному отражению ряда контратак войск противника. Огнём своего орудия он нанёс большие потери вражеским войскам в боевой технике, живой силе, уничтожил ряд их огневых точек. В бою Зинченко получил тяжёлое ранение, но продолжал сражаться.
Указом Президиума Верховного Совета СССР от 15 мая 1946 года сержант Никифор Зинченко был удостоен высокого звания Героя Советского Союза с вручением ордена Ленина и медали «Золотая Звезда» за номером 8148.
После окончания войны Зинченко был демобилизован. Вернулся на родину, работал в совхозе. Скончался 22 января 1979 года. Похоронен на кладбище посёлка Печенеги.
Был также награждён орденами Отечественной войны II-й степени и Красной Звезды, рядом медалей.
Именем Героя названа улица в посёлке Печенеги.